# Zancaruol
Gli Zancaruol (talvolta anche Zancarol, Zancariol, Zancaruolo, Grancaruolo o Grancarolo) furono una famiglia patrizia veneziana, annoverata fra le cosiddette Case Nuove.

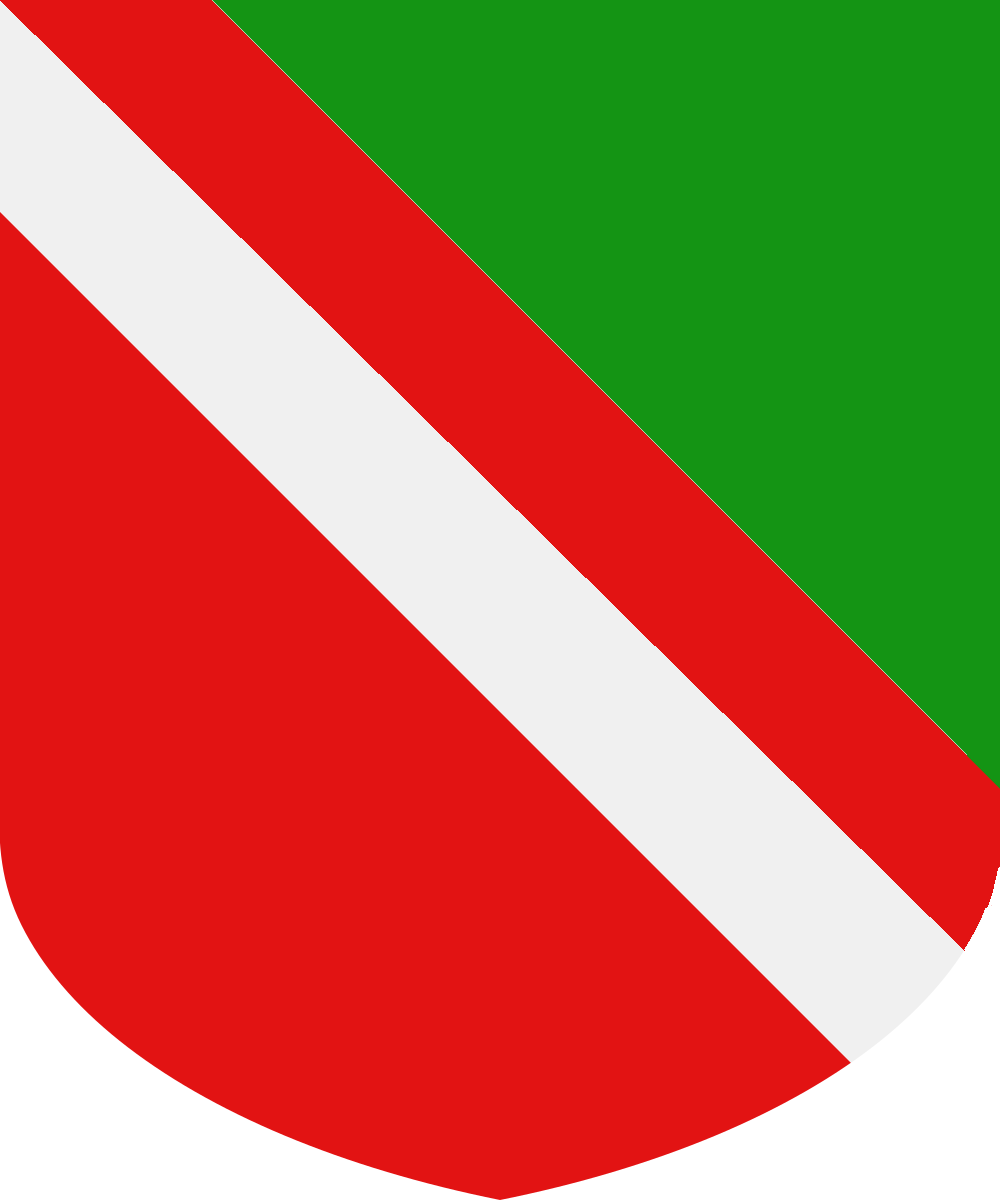
Stemma Zancaruol

## Storia
Incerte sono le fonti sull'origine di questo casato. Alcune ipotesi lo vorrebbero originario di Cesena e di nobili origini. 
Secondo la tradizione, gli Zancaruol si trasferirono a Venezia in epoca antichissima, forse verso il secolo V. Alla serrata del Maggior Consiglio, nel 1297, furono ascritti al patriziato veneto. Sono ricordati particolarmente per essere stati fondatori della Chiesa di San Nicolò dei Mendicoli e, in seguito, della chiesa dei Carmini a Dorsoduro, nonché, infine, della Chiesa di Santa Maria della Carità, sempre a Dorsoduro. Buona parte di questa famiglia, a partire dal 1211, si trasferì nelle colonie veneziane di Candia, facendo ritorno in laguna solo in seguito all'occupazione ottomana dell'isola.
Tra i membri più importanti di questa casa, è degno di menzione Enrico Zancaruol, vescovo di Malamocco, che, nel 1106, avrebbe fatto trasferire la sede della propria diocesi dall'isola lagunare di Metamauco a Chioggia, divenendo così il primo vescovo clodiense. 
Gli Zancaruol si sarebbero estinti alla morte di Luca Antonio di Antonio Zancaruol, nel 1779.

## Membri illustri
- Enrico Zancaruol († 1107 ca.), ecclesiastico, fu vescovo di Malamocco dal 1060 al 1106 e primo vescovo di Chioggia dal 1106 alla sua morte;
- Gaspare Zancaruol (XV secolo), letterato veneziano, autore della Cronaca Zancaruola;
- Alvise Zancaruol (XVI secolo), politico veneziano, fu conte di Pola dal 1569 al 1571;
- Basilio II Zancaruol (XVI-XVII secolo), letterato ed ecclesiastico, fu abate di Montecassino dal 1595 al 1596.